# 백돈명
백돈명(白敦明, ?~1253년)은 고려 중기의 무신이다. 본관은 대흥이다.

## 생애
1253년(고종 40) 몽고군의 침입에 대비하여 동주산성(東州山城, 강원도 철원)의 방호별감(防護別監)으로 있으면서 동주 사람들을 산성에 입보(入保)시키고 출입을 금했는데, 주리(州吏)가 몽고군이 이르기 전에 주민들을 성 밖에 번갈아 내보내 화곡(禾穀)을 수확해올 것을 건의하자 듣지 않고 그를 죽여 주민들로부터 원망을 들었다. 몽고군이 성 아래에 공격해오자 정예병사 6백명을 내보내 맞아 싸우게 했으나, 사졸들이 모두 싸우지 않고 도망쳤다. 금화감무(金華監務)가 성(城)이 장차 함락될 것을 알고 현리(縣吏)들을 거느리고 도망치므로, 몽고병이 성문을 공격하고 쳐들어와 곧 산성이 함락되고 그 주(州)의 부사(副使)·판관(判官) 및 금성현령(金城縣令) 등과 함께 몽고군에게 죽임을 당하였다. 부녀자와 어린 사내아이들을 포로로 잡아 갔다. 백돈명의 실책으로 성이 함락되었지만 주민들은 끝까지 항전하였다.

## 가족관계
- 부 : 양필(良弼) 국학박사(國學博士)
  - 형 : 돈분(敦賁) 시비서감 좌간의대부(試秘書監 左諫議大夫)
    - 조카 : 현석(玄錫) 우사간(右司諫)
      - 질손 : 백견(白堅) 승평부사 전리사판서(典理司判書)
      - 질손부 : 영해 박씨(寧海朴氏) 경상도안찰사 박감(朴瑊) 녀
        - 질증손 : 문보(白文寶, 1303년 ~ 1374년) 정당문학(政堂文學) 직산군(稷山君)
        - 질증손부 : 기성 황씨(箕城黃氏,(평해 황씨(平海黃氏))) 황서(黃瑞)의 딸
        - 질증손 : 문질(白文質) 종부령(宗簿令)
        - 질증손부 : 황씨(黃氏)[2][3]